# Charles Bennett (athlétisme)
Pour les articles homonymes, voir Charles Bennett et Bennett.
 (novembre 2022).
Si vous disposez d'ouvrages ou d'articles de référence ou si vous connaissez des sites web de qualité traitant du thème abordé ici, merci de compléter l'article en donnant les références utiles à sa vérifiabilité et en les liant à la section « Notes et références ».

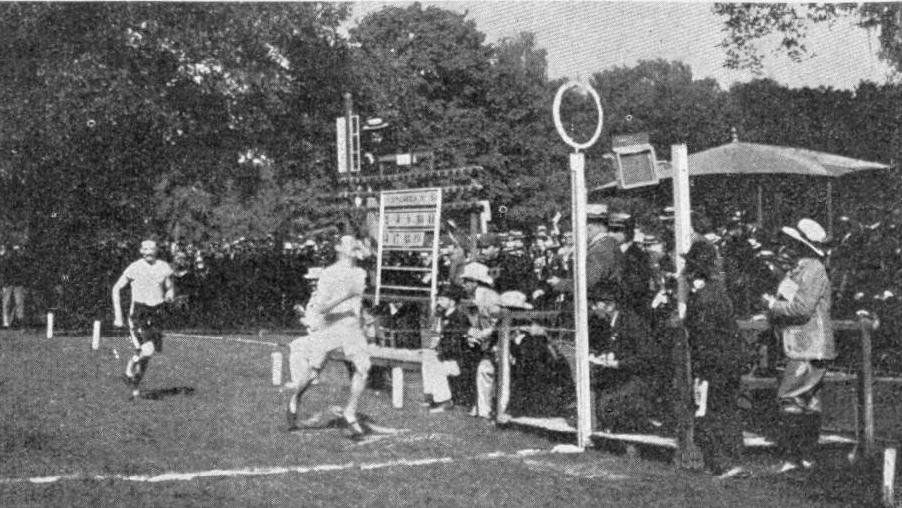
Arrivée du 1500 mètres plat des JO 1900, Charles Bennett (Anglo Amateur Athlétic Association) bat Henri Deloge (Racing-club de France).

Charles Bennett (né le 28 décembre 1870 à Shapwick - mort le 9 mars 1949 à Bournemouth) est un athlète britannique spécialiste des courses de fond.

## Biographie
Vainqueur du 4 mile lors des Championnats de l'Amateur Athletic Union 1897, il remporte le titre national du cross-country en 1899 et 1900. Âgé de 29 ans, Bennett participe à diverses épreuves lors des Jeux olympiques de 1900 à Paris. Il remporte tout d'abord l'épreuve du 1 500 m, devant le Français Henri Deloge, dans le temps de 4 min 6 s 2, devenant le premier athlète britannique médaillé d'or lors de Jeux olympiques. Il s'impose ensuite dans l'épreuve collective du 5 000 m au sein d'une équipe mixte composée d'athlètes britanniques et australiens. Charles Bennett s'aligne enfin dans l'épreuve du 4 000 m steeple où il se classe deuxième derrière son compatriote John Rimmer.

## Palmarès
| Année | Compétition     | Lieu  | Place | Épreuve            |
| ----- | --------------- | ----- | ----- | ------------------ |
| 1900  | Jeux olympiques | Paris | 1er   | 1 500 m            |
| 1900  | Jeux olympiques | Paris | 1er   | 5 000 m par équipe |
| 1900  | Jeux olympiques | Paris | 2e    | 4 000 m steeple    |